# Dorfkirche Görzke

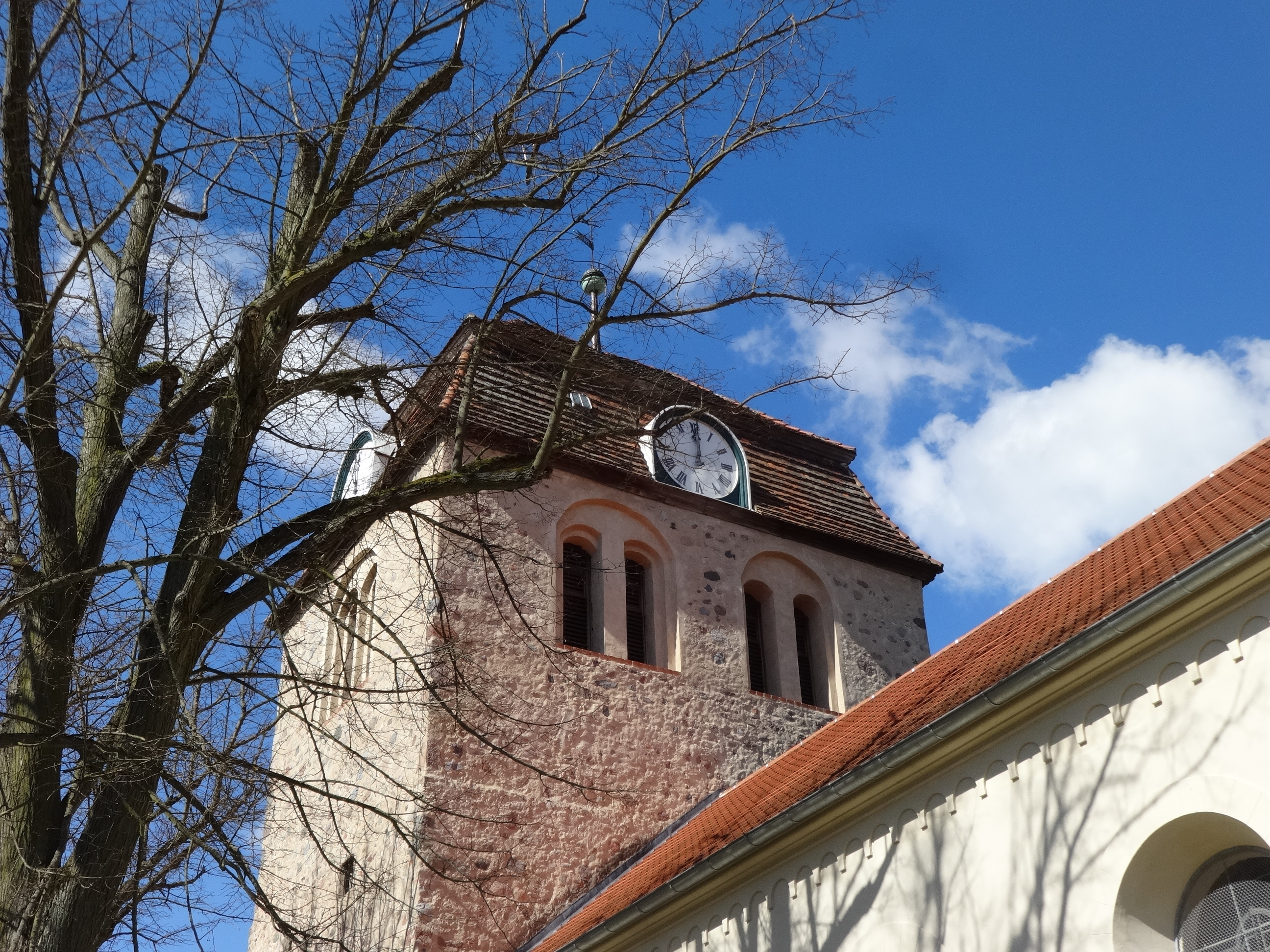
Westturm der Dorfkirche in Görzke

Die Dorfkirche Görzke ist ein einschiffiger Sakralbau mit langgestrecktem Chor. Sie wurde im 12. Jahrhundert im Stil der Romanik als Feldsteinkirche errichtet. Die Kirche befindet sich in der Gemeinde Görzke (Amt Ziesar) im Westen des Landkreises Potsdam-Mittelmark in Brandenburg.

## Geschichte
Über die Baugeschichte dieser Kirche ist nur wenig bekannt. Das zugehörige Dehio-Handbuch für Brandenburg äußert sich nicht zum Baubeginn. Das Brandenburgische Landesamt für Denkmalpflege und Archäologische Landesmuseum (BLDAM) spricht von einem Bau aus dem 13. Jahrhundert. Als Kirche eines Burgwardortes in Verbindung mit der Ausführung des Mauerwerks sowie der Proportionen finden sich in einigen Quellen als Datum ihrer Errichtung die zweite Hälfte des 12. Jahrhunderts. Die Chronik der Stadt Görzke aus dem Jahr 1989 verweist ebenfalls darauf, dass die Bauzeit des Langhauses nicht nachweisbar sei. Laut alten Quellen soll es zwischen 1155 und 1161 errichtet worden sein. Der fast durchgängige Putz erschwert eine weitere Eingrenzung. Vermutet wird, dass das Bauwerk zunächst aus einem vergleichsweise großen Kirchenschiff mit einem eingezogenen Chor und einer Apsis bestand. Der Chronist geht davon aus, dass das Schiff Teil des Befestigungssystems der Stadt war und an einen bereits vorhandenen Turm angebaut wurde. Ähnliche Bauwerke wie die Dorfkirche Buckau lassen vermuten, dass auch diese Kirche von Beginn an je fünf Fenster auf der Nord- und Südseite sowie zwei Fenster im Chor aufwies. Da der Ort Schauplatz von Streitigkeiten zwischen den Markgrafen von Brandenburg und dem Erzstift Magdeburg war, ist zu vermuten, dass die Kirche im Jahr 1378 ebenfalls beschädigt oder gar weitgehend zerstört wurde. Der Westturm entstand vermutlich in der ersten Hälfte des 15. Jahrhunderts. In der Chronik wird berichtet, dass dies bei Tod des damaligen Lehnsherren Friedrich von Schierstedt im Jahr 1525 erfolgte. Rund 100 Jahre später verlängerten Handwerker den Chor um rund einen Meter in Richtung Osten und rissen dabei vermutlich die Apsis ab. Im Dreißigjährigen Krieg brannte die Kirche 1642 aus. Lediglich der Chor blieb von den Flammen verschont. 1650, im ersten Amtsjahr des neugewählten Bürgermeisters Peter Hagendorf, begann die Gemeinde die Kirche wieder aufzubauen, was bis 1665 andauerte. Im Jahr 1703 sind Umbaumaßnahmen beschrieben, die jedoch bislang nicht weiter konkretisiert werden konnten; gleiches gilt für das Jahr 1803. 1862 baute die Kirchengemeinde ein neuromanisches Portal an die Südseite des Turmes an und fügte einen Anbau für eine Patronatsloge an die Südwand des Chores hinzu. Gleichzeitig ließ sie das Gewölbe unterhalb der Kirche zuschütten. 1881/1882 erfolgten erhebliche Umbauarbeiten. Dabei vermauerten Arbeiter die spitzbogigen Fenster an der Ostseite der Kirche. Die Ostseite erhielt eine romanisierende Apsis sowie den im 21. Jahrhundert noch vorhandenen Putz. Bei den Arbeiten zum Neubau der Apsis stießen die Handwerker auf eine größere Anzahl menschlicher Knochen und Schädel, die zum ehemaligen Kirchfriedhof gehörten. Zusätzlich wurde eine Hufeisenempore auf gusseisernen Säulen errichtet. 1906 erneuerten Arbeiter das Mansarddach des Turmes.

## Architektur
Das Schiff ist ein großer Saalbau mit einer Länge von rund 22,20 Meter und einer Breite von rund 11,20 Meter. Der Chor war ursprünglich 7,60 Meter lang und 8,80 Meter breit. Durch die Verlängerung im Mittelalter ist er nun rund 14,50 Meter lang. Dabei wurde vermutlich auch das Schiff um einen Meter aufgestockt. Durch den bis auf die Nord- und Ostseite des Chors vorhandenen Putz lassen sich keine Aussagen darüber treffen, ob das Bauwerk über Portale verfügt. Eine Priesterpforte an der Südseite erscheint jedoch wahrscheinlich. Durch ihre Lage im Norden Görzkes könnte sich das Portal für die Kirchengemeinde an der Südseite des Schiffs befunden haben.
Der dreijochige Chor verfügt über ein Kreuzgewölbe mit Birnstabrippen. An dessen Nordseite ist ein zugemauertes, ehemals rundbogiges Fenster erkennbar. Die Schlusssteine sind mit den Wappen der Familien derer von Schierstedt und derer von Wulfen verziert. In die Apsis fügten die Baumeister drei Fenster ein. Sie ist über einen rundbogigen Apsisbogen mit dem Chor verbunden. Auf dessen Innenseite befindet sich eine ornamentale Ausmalung.
Der Westturm ist rund 6,85 Meter lang und rund 11,20 Meter breit. Sein Mauerwerk ist sehr unregelmäßig. An der Südseite ist ein Schlitzfenster erkennbar, an der Nordseite ein Rundbogenfenster. Weiterhin verfügt er an diesen Seiten über je eine gekuppelte, zweifach abgetreppte Klangarkade. Oberhalb des querstehenden Mansarddaches befindet sich eine Wetterfahne mit der Jahreszahl 1906.

## Ausstattung

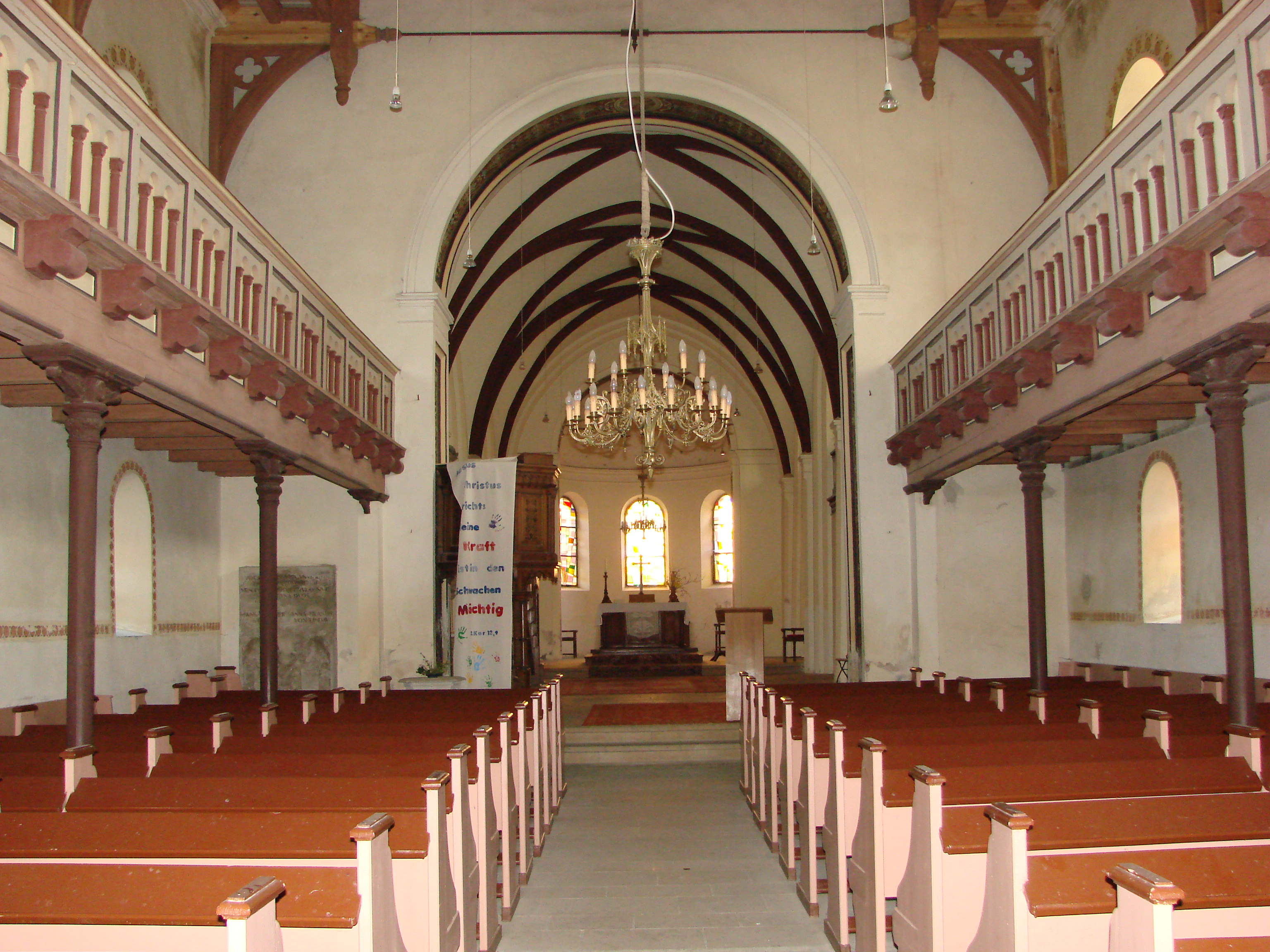
Innenansicht des Kirchenschiffs

Die Kanzel stammt, wie auch das Kirchengestühl vermutlich aus dem Jahr 1882. An den Nord-, Süd- und Ostseiten des Schiffs sind Emporen eingebaut. Der Taufengel stammt aus dem Anfang des 18. Jahrhunderts und wurde 1992 restauriert.
An die Familie von Schierstedt erinnern neben den Schlusssteinen drei Epitaphe an der Nordseite des Chores: eine 2,50 m hohe und einen Meter hohe Platte für Hans von Schierstedt (gestorben 1562) und je eines für seine beiden Frauen Anna Brand von Lindau (gestorben 1554) sowie Fredeka von Alvensleben (gestorben 1573). Dieses Epitaph hat eine Höhe von rund zwei Metern bei einer Breite von rund einem Meter. Ein weiterer Grabstein seines Sohnes und seiner Frau hängt vor dem Triumphbogen auf der Nordhälfte der Ostwand des Kirchenschiffs. Das Schiff verfügt über eine zeltartig ansteigende Holzdecke mit Freigespärre.
Eine Orgel befindet sich auf der Westempore. In einer Aufzeichnung des Pastors Langenau aus dem Jahr 1881 ist bereits ein Instrument aus dem Ende des 17. Jahrhunderts mit vier Registern erwähnt. Es muss jedoch zu einem späteren Zeitpunkt ersetzt worden sein, da Carl August Buchholz bereits im Jahr 1842 ein neues Instrument errichtete. Beim Umbau in den Jahren 1881/1882 ließ die Gemeinde die Orgel um ein weiteres Manual sowie auf neun Register erweitern.
Im Turm hängen drei Glocken. Die älteste und größte Glocke stammt aus dem Jahr 1733 und wurde nach dem Verlust des Geläuts im Dreißigjährigen Krieg angeschafft. Zwei weitere Glocken musste die Kirchengemeinde im Zuge einer Metallspende des deutschen Volkes im Ersten Weltkrieg abgeben. 1922 bekamen sie Ersatz aus der Glockengießerei in Apolda.